# Rudersdal
Rudersdal est une commune danoise de la région Hovedstaden.

## Histoire
La commune de Rudersdal est le résultat du rassemblement des deux communes de :
- Søllerød ;
- Birkerød.

## Jumelages
La commune de Rudersdal est jumelée avec :
- Asker (Norvège) ;
- Eslöv (Suède) ;
- Jakobstad (Finlande) ;
- Garðabær (municipalité) (Islande) ;
- Alluitsup Paa (Groenland).